# Noord-Macedonië op het Türkvizyonsongfestival
Noord-Macedonië neemt sinds de eerste editie in 2013 deel aan het Türkvizyonsongfestival. Het land heeft in totaal 4 keer deelgenomen aan het festival.

## Geschiedenis

### 2013
Noord-Macedonië was een van de 25 deelnemende landen en regio's aan het eerste Türkvizyonsongfestival in 2013. De Noord-Macedonische omroep besloot intern te bepalen welke artiest naar het Turkse Eskişehir zou gaan. De keuze viel op Ikay Yusuf met het nummer Düşlerde yaşamak.
In Turkije moest elk land eerst aantreden in de halve finale. Hierin was Noord-Macedonië als zeventiende aan de beurt. Bij het bekendmaken van de finalisten bleek dat het land zich niet had weten plaatsen voor de finale. De resultaten van de halve finale werden nooit bekendgemaakt.

### 2014
Begin september meldde MRT dat het land opnieuw zou deelnemen aan het festival. Ook voor deze editie zou de omroep intern bepalen wie naar Kazan zou trekken. Later bleek dat de keuze was gevallen op Kaan Mazhar en zijn lied Yolumu bulurum. 
Op het festival moesten alle inzendingen opnieuw aantreden in een halve finale waarvan enkel de beste vijftien doorgingen naar de finale. In die halve finale kwam Noord-Macedonië als 23ste aan de beurt, na Roemenië en voor Chakassië. Met 181 punten eindigde Mazhar op de zevende plaats en kwalificeerde hij zich ruimschoots voor de finale. Daarin trad hij als dertiende aan. Mazhar kreeg ditmaal slechts 166 punten, wat neerkwam op een veertiende, en voorlaatste, plaats.

### 2015
Ook voor de editie in 2015 meldde Noord-Macedonië zich aan. De omroep besloot opnieuw intern te bepalen welke artiest naar het festival mocht gaan. MRT had vertrouwen in Kaan Mazhar die het land het jaar voordien al vertegenwoordigde en besloot hem opnieuw naar het festival te sturen. Ditmaal zou hij deelnemen met het lied Böyle olmamalıydı. Voor het eerst was er geen halve finale op het Türkvizyonsongfestival, maar traden alle 21 deelnemers aan in één grote finale. Noord-Macedonië was als veertiende aan de beurt, na de inzending van Noord-Cyprus en voor Gagaoezië. Een vierde plaats werd het eindresultaat, wat tot op heden nog altijd het beste Noord-Macedonische resultaat op het festival is.

### 2020
Bij de heropstart van het festival in 2020 was Noord-Macedonië opnieuw van de partij. De Noord-Macedonische omroep MRT besloot om de inzending wederom intern te kiezen. De keuze viel op Cengiz Sipahi en zijn lied Kal yanimda. Omwille van de coronapandemie moesten alle deelnemers hun inzending op voorhand filmen en vond het festival zodoende online plaats. Sipahi kwam als zesde aan de beurt en sloot de avond af op de 20ste plaats, van de 26 deelnemers.

## Noord-Macedonische deelnames
| Jaar | Artiest       | Titel             | Fin. | Ptn. | Semi | Ptn. | Taal  |
| ---- | ------------- | ----------------- | ---- | ---- | ---- | ---- | ----- |
| 2013 | Ikay Yusuf    | Düşlerde yaşamak  | X    | X    | -    | -    | Turks |
| 2014 | Kaan Mazhar   | Yolumu bulurum    | 14   | 166  | 7    | 181  | Turks |
| 2015 | Kaan Mazhar   | Böyle olmamalıydı | 4    | 165  |      |      | Turks |
| 2020 | Cengiz Sipahi | Kal yanimda       | 20   | 171  |      |      | Turks |

| Kleur | Betekenis      |
| ----- | -------------- |
|       | Eerste plaats  |
|       | Tweede plaats  |
|       | Derde plaats   |
|       | Laatste plaats |
|       | Gastland       |